# Okręty podwodne typu U-52
Okręty podwodne typu U-52 – typ czterech oceanicznych okrętów podwodnych budowanych dla austro-węgierskiej marynarki Kaiserliche und Königliche Kriegsmarine w czasie I wojny światowej. Budowę dwóch pierwszych okrętów tego typu rozpoczęto w 1916, ale żadna z jednostek nie została zwodowana ani ukończona przed końcem wojny. Oba nieukończone kadłuby zostały zezłomowane po zakończeniu wojny. 

## Projekt
Flota austro-węgierskich okrętów podwodnych była w większości przestarzała w momencie wybuchu I wojny światowej. Przez pierwsze dwa lata wojny austro-węgierska marynarka skupiała swoje wysiłki na zbudowaniu podwodnej floty dla obrony własnych wybrzeży Adriatyku. Gdy jednostki tego rodzaju znajdowały się już w budowie lub zostały nabyte od Niemiec, skierowano wysiłki na zbudowanie większych okrętów, mogących operować także na znacznie większym Morzu Śródziemnym.
Marynarka wybrała projekt "A 6" stoczni Stabilimento Tecnico Triestino (STT) jako najlepszy w konkursie na nowy oceaniczny okręt podwodny. Plany opisywały jednostkę o wyporności 849 t na powierzchni i 1200 t w zanurzeniu. Okręty miały mieć 76 m długości, szerokość 7 m i zanurzenie kadłuba 3,51 m. Okręty miały być poruszane dwiema śrubami napędowymi, które były napędzane na powierzchni dwoma silnikami Diesla o łącznej mocy 2400 bhp (1800 kW), natomiast w zanurzeniu napęd stanowiły dwa silniki elektryczne o łącznej mocy 1480 shp. Prędkość maksymalna wynosiła odpowiednio 15,75 węzła i 9 węzłów. Załogę okrętów tego typu miało stanowić 40 ludzi.
Uzbrojenie okrętów podwodnych typu U-52 stanowiły cztery dziobowe i dwie rufowe wyrzutnie torped (zapas wynosił 9 torped). Pierwotne plany zakładały zastosowanie dwóch dział kal. 10 cm/L35, w przypadku trzeciej i czwartej jednostki planowano zastosowanie dwóch dział kal. 12 cm/L35.

## Budowa
Do 1916 Austriawerft, która była nową, w założeniu bardziej „patriotyczną” nazwą stoczni STT, rozpoczęła budowę dwóch pierwszych jednostek: U-52 i U-53. Kwatera główna firmy pozostawała w Trieście, ale źródła nie podają dokładnie, gdzie położono stępki tych dwóch okrętów. Wchodziły one w skład programu budowy sześciu oceanicznych okrętów podwodnych w tym czasie. W grudniu 1917 złożono zamówienia na budowę U-54 i U-55.
Brak zarówno materiałów, jak i wykwalifikowanej siły roboczej, przyczyniał się do spowolnienia postępów w budowie wszystkich oceanicznych okrętów podwodnych. W rezultacie żaden z pierwszej pary okrętów nie został zwodowany ani ukończony, natomiast budowa drugiej pary została anulowana przed położeniem stępek. W momencie zakończenia wojny U-52 był ukończony w 25%, natomiast U-53 był gotowy jedynie w 10%. Obie jednostki zostały zezłomowane w 1919.